# Liste der denkmalgeschützten Objekte in Mils bei Hall
Die Liste der denkmalgeschützten Objekte in Mils bei Hall enthält die 17 denkmalgeschützten, unbeweglichen Objekte der Gemeinde Mils bei Hall.

## Denkmäler
| Foto |                 | Denkmal | Standort                                   | Beschreibung | Metadaten |
| ---- | --------------- | --- | ------------------------------------------ | --- | --- |
| ja   | Datei hochladen | Stiftsmairhof HERIS-ID: 45651 Objekt-ID: 47032 TKK: 61570                                                                     | Bundesstraße 4 Standort KG: Mils           | Der Einhof stammt im Kern aus dem 14. Jahrhundert, wurde im 16. Jahrhundert ausgebaut und im 18. Jahrhundert barock umgestaltet. Das zweigeschoßige Gebäude mit Satteldach ist vollständig gemauert, Wohnteil und Wirtschaftstrakt sind entlang der Firstlinie geteilt. Die Fassaden sind regelmäßig gegliedert, an der Vorderseite befindet sich ein korbbogig geschlossenes Portal mit abgefastem Nagelfluhgewände und barockem Lünettengitter, an der Rückseite ein gotisches Rundbogenportal. Innen und außen haben sich gotische Baudetails wie Gewölbe und eine Lichtnische erhalten. | BDA-Hist.: Q38017189 Status: Bescheid Stand der BDA-Liste: 2025-06-30 Name: Stiftsmairhof GstNr.: .91                                                                   |
| ja   | Datei hochladen | Leonhardskapelle, Stiftsmair HERIS-ID: 104805 Objekt-ID: 121683 TKK: 61561                                                    | bei Bundesstraße 4 Standort KG: Mils       | Der offene gemauerte Kapellenbildstock mit Satteldach wurde Anfang des 17. Jahrhunderts errichtet. In der tiefen, flachsegmentbogigen Nische befindet sich eine Barockfigur des hl. Leonhard. | BDA-Hist.: Q37801947 Status: § 2a Stand der BDA-Liste: 2025-06-30 Name: Leonhardskapelle, Stiftsmair GstNr.: 2110/1                                                     |
| ja   | Datei hochladen | Bildstock Schwarze Marter, Kreuzbichlstöckl HERIS-ID: 104813 Objekt-ID: 121691 TKK: 61563                                     | gegenüber Gewerbepark 18 Standort KG: Mils | Die Bildsäule aus Beton mit würfelförmigem Aufsatz und vorspringendem Satteldach stammt aus der Mitte des 20. Jahrhunderts. Am Aufsatz befindet sich eine Reliefplatte aus weißem Marmor mit einer Kreuzigungsgruppe von 1699. | BDA-Hist.: Q37801962 Status: § 2a Stand der BDA-Liste: 2025-06-30 Name: Bildstock Schwarze Marter, Kreuzbichlstöckl GstNr.: 2396/1 Schwarze Marter, Mils                |
| ja   | Datei hochladen | Friedhof mit Kapellen (Annakapelle und Totenkapelle) und Kreuz HERIS-ID: 104799 Objekt-ID: 121677 TKK: 61558, 61555, 61557, … | Kirchstraße 1 Standort KG: Mils            | Der östlich an die Kirche anschließende Friedhof wurde Anfang des 16. Jahrhunderts angelegt. Im Zentrum steht ein monumentales Friedhofskreuz vom Ende des 19. Jahrhunderts unter einem runden schmiedeeisernen Dach. In die südliche Friedhofsmauer eingebunden ist die spätgotische Annenkapelle, die 1511 von Peter Kerner erbaut wurde. Der dreijochige Bau weist einen dreiseitigen Chorschluss, ein Satteldach mit hölzernem Dachreiter und ein abgefastes Spitzbogenportal an der nördlichen Längsseite auf. Im netzrippengewölbten Innenraum befinden sich ein spitzbogig abgefaster Triumphbogen und gotische Wandbilder. An der östlichen Friedhofsmauer befindet sich eine 1907 errichtete neuromanische Totenkapelle. Der rechteckige Bau weist einen Dreiecksgiebel, ein Rundbogenportal und eine stuckierte Jugendstil-Inschrift auf. An der südlichen Kirchenwand befindet sich das Kriegerdenkmal, das Anfang der 1950er Jahre von Anton Tiefenthaler unter Einbeziehung eines älteren schmiedeeisernen Kreuzes mit Fresken der hll. Florian und Sebastian gestaltet wurde. Flankierende Marmortafeln zeigen die Namen der Verstorbenen der beiden Weltkriege. | BDA-Hist.: Q37801921 Status: § 2a Stand der BDA-Liste: 2025-06-30 Name: Friedhof mit Kapellen (Annakapelle und Totenkapelle) und Kreuz GstNr.: 2266, 2262 Friedhof Mils |
| ja   | Datei hochladen | Kath. Pfarrkirche Mariä Himmelfahrt HERIS-ID: 55715 Objekt-ID: 64512 TKK: 61554                                               | Kirchstraße 1 Standort KG: Mils            | Die spätgotische Kirche wurde beim Dorfbrand 1791 zerstört. Der schlichte spätbarocke Neubau wurde innen bereits klassizistisch gestaltet. Die drei prunkvollen Altäre um 1667 wurden aus der Regelhauskirche in Innsbruck hierher übertragen. | BDA-Hist.: Q38067416 Status: § 2a Stand der BDA-Liste: 2025-06-30 Name: Kath. Pfarrkirche Mariä Himmelfahrt GstNr.: 2264 Kirche Mariä Himmelfahrt (Mils)                |
| ja   | Datei hochladen | Altbau der Landes-Taubstummen-Anstalt HERIS-ID: 104881 Objekt-ID: 121764 TKK: 61595                                           | Milser-Heide-Straße 1 Standort KG: Mils    | Das Gebäude der Landes-Taubstummen-Anstalt wurde 1878/1879 nach Plänen von Karl Lindner im Gründerzeitstil errichtet. Die Fassaden sind durch Rustizierung im Erdgeschoß, Gesimse, Fenstersimse und Eckquader gegliedert. An der Hauptbau schließen sich im Norden ein dreigeschoßiger Erweiterungsbau von 1954/1955 sowie ein zweigeschoßiger, flachgedeckter Erweiterungsbau von 1977 an. Im Anbau von 1955 befindet sich die Hauskapelle, ein einfacher Raum mit flacher Holzdecke und Wandbildern hl. Franz von Assisi und Apokalypse von Anton Tiefenthaler. Im Zuge der Kunst-am-Bau-Aktion des Landes Tirol entstanden 1977 Werke von Helmut Millonig, Ilse Glaninger-Balzar, Erich Keber, Claudius Molling und Hans Kölblinger. | BDA-Hist.: Q37802683 Status: § 2a Stand der BDA-Liste: 2025-06-30 Name: Altbau der Landes-Taubstummen-Anstalt GstNr.: 1184                                              |
| ja   | Datei hochladen | Widum HERIS-ID: 55714 Objekt-ID: 64511 TKK: 61559                                                                             | Oberdorf 2 Standort KG: Mils               | Der zweigeschoßige Bau nördlich der Kirche mit Walmdach und regelmäßiger fünfachsiger Giebelfassade wurde 1778/1779 errichtet. | BDA-Hist.: Q38067405 Status: § 2a Stand der BDA-Liste: 2025-06-30 Name: Widum GstNr.: 2260                                                                              |
| ja   | Datei hochladen | Frühmesserhaus, ehem. Mölt'sches Benefiziatenhaus, Lack HERIS-ID: 39956 Objekt-ID: 39816 TKK: 61580                           | Oberdorf 7 Standort KG: Mils               | Das Frühmesserhaus, ehemaliger Sitz des Benefiziaten, geht auf eine Stiftung aus dem Jahr 1492 zurück. Der zweigeschoßige Mittertennhof mit Satteldach stammt im Kern aus dem 16. Jahrhundert. Die Giebelfassade weist einen zweigeschoßigen, dreiseitigen Polygonalerker und ein Spitzbogenportal auf. Im Inneren haben sich eine tonnengewölbte Waschküche mit Rundbogenportal, eine gewölbte Küche und einfache Stuckdecken erhalten. | BDA-Hist.: Q37991715 Status: Bescheid Stand der BDA-Liste: 2025-06-30 Name: Frühmesserhaus, ehem. Mölt'sches Benefiziatenhaus, Lack GstNr.: .50                         |
| ja   | Datei hochladen | Brunnen HERIS-ID: 104826 Objekt-ID: 121707 TKK: 61568                                                                         | nahe Oberdorf 7 Standort KG: Mils          | Der flache große Granittrog aus dem Jahre 1856 mit IHS-Emblem hat eine sich nach oben verjüngende Brunnensäule mit Abschlusskapitell und bronzenem Ausguss. | BDA-Hist.: Q37802014 Status: § 2a Stand der BDA-Liste: 2025-06-30 Name: Brunnen GstNr.: 2055/2                                                                          |
| ja   | Datei hochladen | Wirtschaftsgebäude Schiechl-Hof HERIS-ID: 44236 Objekt-ID: 44989 TKK: 61582                                                   | bei Oberdorf 12 Standort KG: Mils          | Das heute als Wirtschaftsgebäude des Schiechl-Hofs genutzte Gebäude wurde 1567 als landesfürstlicher Korn- bzw. Futterspeicher errichtet. Der aus Bruchsteinen aufgemauerte und verputzte dreigeschoßige Bau mit allseits vorkragendem Satteldach weist eine regelmäßig gegliederte Fassade mit unterschiedlich geformten Lüftungsöffnungen und einem weiten Rundbogenportal auf. An der Nordseite schließt ein nach altem Vorbild in Ständerbauweise neu errichteter Zubau an. | BDA-Hist.: Q38007702 Status: Bescheid Stand der BDA-Liste: 2025-06-30 Name: Wirtschaftsgebäude Schiechl-Hof GstNr.: .49                                                 |
| ja   | Datei hochladen | Ansitz, Oswald Milser-Haus HERIS-ID: 39957 Objekt-ID: 39817 TKK: 61596                                                        | Oswald-Milser-Straße 6 Standort KG: Mils   | Das hohe, ansitzartige Gebäude diente als Sitz der Andechsischen Ministerialen von Mils. Der Überlieferung nach wurde es von Oswald Milser der Pfarre als Widum geschenkt. Das im Kern aus dem 12. Jahrhundert stammende Gebäude wurde 1417 umgebaut. Der komplett gemauerte, unverputzte Bau weist ein steiles Walmdach und bedeutende gotische Baudetails auf, darunter ein spitzbogiges Marmorportal, Hohlkehlen und Gewände an den Außenseiten sowie gotische Gewölbe, Mauernischen und Balkendecken im Inneren. | BDA-Hist.: Q37991727 Status: Bescheid Stand der BDA-Liste: 2025-06-30 Name: Ansitz, Oswald Milser-Haus GstNr.: 2251                                                     |
| ja   | Datei hochladen | Ansitz Schneeburg, Milserschlössl HERIS-ID: 39958 Objekt-ID: 39818 TKK: 61597                                                 | Schneeburgstraße 8 Standort KG: Mils       | Der am nördlichen Dorfrand stehende Ansitz wurde um 1581 von Rupert von Schneeburg im Renaissancestil erbaut und war bis 1917 im Besitz der Familie Schneeberger von Saltaus. Das turmartige, viergeschoßige Gebäude ist mit Eckerkern und Renaissance-Fassadenmalereien gegliedert. Im Inneren haben sich Gewölbe, Kassettendecken, Getäfel und Portale mit Holzintarsien aus dem 16./17. Jahrhundert erhalten. Östlich schließt ein etwas höherer fünfgeschoßiger Anbau mit Walmdach an. | BDA-Hist.: Q569900 Status: Bescheid Stand der BDA-Liste: 2025-06-30 Name: Ansitz Schneeburg, Milserschlössl GstNr.: .43, .44 Ansitz Schneeburg                          |
| ja   | Datei hochladen | Brunnen hl. Florian HERIS-ID: 104824 Objekt-ID: 121705 TKK: 61567                                                             | neben Unterdorf 1 Standort KG: Mils        | Der Brunnen südlich der Kirche besteht aus einem langgestreckten Steintrog von 1854 und einer steinernen Brunnensäule mit einer Holzskulptur des hl. Florian aus dem 19. Jahrhundert unter einem schmiedeeisernen Dach. | BDA-Hist.: Q37801989 Status: § 2a Stand der BDA-Liste: 2025-06-30 Name: Brunnen hl. Florian GstNr.: 2055/2, 2265 Brunnen heiliger Florian, Mils                         |
| ja   | Datei hochladen | Gemeindeamt, ehem. Schallerhaus HERIS-ID: 104834 Objekt-ID: 121717 TKK: 61578                                                 | Unterdorf 4 Standort KG: Mils              | Das ehemalige Bauernhaus stammt im Kern aus dem 15. Jahrhundert. Im 16. Jahrhundert wurde ein Kornspeicher angefügt und der Keller eingewölbt. 2001–2003 wurde das Gebäude restauriert und als Gemeindeamt adaptiert, dabei wurde an der Nordseite ein Neubau angefügt. Die frühere barocke Fassade wurde historistisch mit einfacher Putzgliederung umgestaltet. | BDA-Hist.: Q37802026 Status: § 2a Stand der BDA-Liste: 2025-06-30 Name: Gemeindeamt, ehem. Schallerhaus GstNr.: 27                                                      |
| ja   | Datei hochladen | Wegkapelle im ehem. Tiefenthaler Garten HERIS-ID: 104875 Objekt-ID: 121758 TKK: 61592                                         | südlich Unterdorf 4 Standort KG: Mils      | Der offene gemauerte Kapellenbau mit geschweiftem, weit vorkragendem Satteldach ist in den östlichen Teil der ehemaligen Gartenmauer des Tiefenthaler Gartens eingebunden. Er weist qualitätvolle Rokoko-Fresken vom Ende des 18. Jahrhunderts auf. | BDA-Hist.: Q37802628 Status: § 2a Stand der BDA-Liste: 2025-06-30 Name: Wegkapelle im ehem. Tiefenthaler Garten GstNr.: 27 Kapelle im ehemaligen Tiefenthaler Garten    |
| ja   | Datei hochladen | Einhof Lenzer HERIS-ID: 104867 TKK: 61590seit 2022                                                                            | Unterdorf 21 Standort KG: Mils             | Der breit gelagerte, zweigeschoßige Mittertennhof unter einem Satteldach hat einen spätgotischen Kern um 1500 und wurde in der zweiten Hälfte des 20. Jahrhunderts umgebaut. In den 1980er Jahren Wohnhaus des Künstlers, Grafik- & Werbedesigners Ernst Praxmarer (1942–2010). Der Wohnteil und der Stall sind gemauert, der Wirtschaftsteil ist in verschalter Ständerbauweise aufgeführt. Die Fassadengliederung ist unregelmäßig, an der Giebelfassade befindet sich ein Holzgiebel mit Trockengestänge. Erwähnenswert sind ein breit abgefastes, spätgotisches Rundbogenportal aus Hagauer Marmor sowie spätgotische Wandbilder im Obergeschoß, um 1500: Anna selbdritt, hl. Johannes Evangelist, hl. Martin. Im Hausgang (Erd- und Obergeschoß), Stiegenaufgang und in der ehemaligen Rauchküche spätgotische Gewölbe, im ehemaligen Stall ein flaches Stichkappengewölbe. | BDA-Hist.: Q112961450 Status: Bescheid Stand der BDA-Liste: 2025-06-30 Name: Einhof Lenzer GstNr.: 2424 Einhof Lenzer                                                   |
| ja   | Datei hochladen | Lourdeskapelle HERIS-ID: 104803 Objekt-ID: 121681 TKK: 61560                                                                  | östlich Unterdorf 42 Standort KG: Mils     | Die einjochige Kapelle mit Satteldach wurde um 1900 errichtet. Sie weist eine eklektizistische Putzgliederung, einen rundbogigen Eingang sowie Rundbogenfenster auf und beherbergt im Inneren eine Lourdesgrotte. | BDA-Hist.: Q37801933 Status: § 2a Stand der BDA-Liste: 2025-06-30 Name: Lourdeskapelle GstNr.: 2447                                                                     |